# Розточківська сільська рада
| Розточківська сільська рада — орган місцевого самоврядування у Долинському районі Івано-Франківської області з адміністративним центром у с. Розточки. Утворена 14 червня 1994 року. Водоймища на території, підпорядкованій даній раді: річка Розтока. Сільській раді підпорядковані населені пункти: - с. Розточки |

## Склад ради
Рада складається з 16 депутатів та голови.

### Керівний склад ради
| ПІБ                       | Основні відомості                                                             | Дата обрання | Дата звільнення |
| ------------------------- | ----------------------------------------------------------------------------- | ------------ | --------------- |
| Гаф'як Микола Михайлович  | Сільський голова, 1963 року народження, освіта, безпартійний                  | 26.03.2006   | 31.10.2010      |
| Бартків Микола Васильович | Сільський голова, 1959 року народження, освіта середня загальна, безпартійний | 31.10.2010   |                 |

Примітка: таблиця складена за даними джерела